# Shannon Walker
Shannon Walker (ur. 4 czerwca 1965 w Houston, stan Teksas) – amerykańska astrofizyk, astronautka. Żona astronauty Andrew Thomasa.

## Wykształcenie
- 1983 – szkołę średnią (Westbury Senior High) ukończyła w Houston, stan Teksas.
- 1987 – została absolwentem Rice University w Houston i uzyskała licencjat z fizyki.
- 1992-1993 – na tej samej uczelni uzyskała tytuł magistra, a rok później obroniła pracę doktorską z astrofizyki.

## Praca w NASA i kariera astronauty

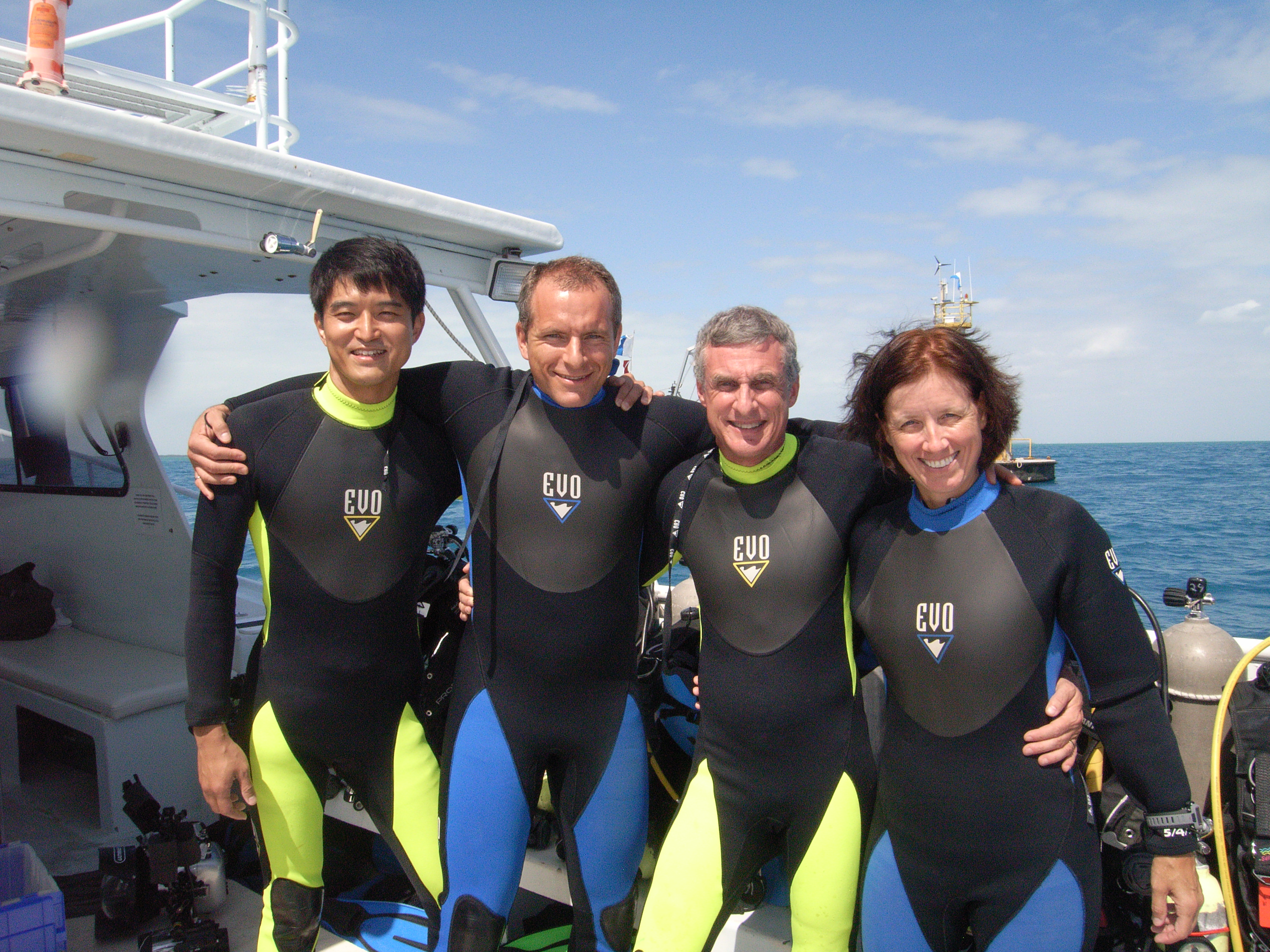
Załoga NEEMO 15 – od lewej: Takuya Onishi, David Saint-Jacques, Steve Squyres, Shannon Walker.

- 1987-2004 – po studiach rozpoczęła pracę w Rockwell Space Operations Company w Johnson Space Center. W tym czasie pracowała m.in. jako kontroler lotu podczas misji STS-27, STS-32, STS-51, STS-56, STS-60, STS-61 i STS-66. Od 1995 była cywilnym pracownikiem NASA. W Johnson Space Center w ramach programu Międzynarodowej Stacji Kosmicznej zajmowała się zagadnieniami związanymi z robotyką. W 1998 została kierownikiem zespołu ekspertów wspierających personel kontroli lotu (ISS Mission Evaluation Room - MER), którego zadaniem było rozwiązywanie problemów występujących na |Międzynarodowej Stacji Kosmicznej (ISS). Rok później przeniosła się do Moskwy, gdzie współpracowała z ramienia NASA z Rosyjską Agencją Kosmiczną m.in. w zakresie integracji awioniki do ISS. Do Houston powróciła w 2000 roku. Do 2004 pełniła funkcje kierownicze w ISS MER oraz On-Orbit Engineering Office. W latach 1994–1999 czterokrotnie bezskutecznie ubiegała się o przyjęcie do korpusu astronautów NASA.
- 2004 – 6 maja została przyjęta do 19 grupy astronautów NASA w charakterze kandydata na specjalistę misji.
- 2006 – w lutym w Johnson Space Center zakończyła szkolenie podstawowe, podczas którego poznała m.in. budowę wahadłowców oraz Międzynarodowej Stacji Kosmicznej. Opanowała również pilotaż samolotu treningowego T-38. Po kursie uzyskała uprawnienia specjalisty misji, uprawnienia do pracy w otwartej przestrzeni kosmicznej (EVA) oraz operatora kanadyjskiego manipulatora Mobile Servicing System zainstalowanego na ISS. Od września przez 215 dni była w składzie grupy astronautów wspierających pracującą na orbicie załogę Ekspedycji 14. Poza tym w Centrum Kontroli Lotu w Houston do lata 2007 pełniła obowiązki operatora łączności (CapCom).
- 2007 – w sierpniu rozpoczęła przygotowania do długotrwałej misji na Międzynarodowej Stacji Kosmicznej. Początkowo była w załodze rezerwowej Ekspedycji 19, ale na początku 2008 została zastąpiona przez Jeffreya Williamsa.
- 2008 – w lipcu razem z Aleksandrem Skworcowem oraz Barbarą Barrett została wyznaczona do załogi rezerwowej Sojuza TMA-16 (Ekspedycja 21). Jesienią Roskosmos[1] oraz NASA[2] ogłosiły składy podstawowych załóg Ekspedycji 20-26. Shannon Walker wyznaczona została do załogi Ekspedycji 24/25, której start planowano wówczas na maj 2010.
- 2009 – 30 września podczas startu Sojuza TMA-16 pełniła funkcję dublera inżyniera pokładowego statku, którym był wówczas Jeffrey Williams.
- 2010 – w maju załoga Sojuza TMA-19 zdała końcowe egzaminy i w składzie: Fiodor Jurczichin, Shannon Walker oraz Douglas Wheelock została zatwierdzona do startu. Załoga poleciała w kosmos 15 czerwca. Astronauci spędzili na stacji ISS ponad 5 miesięcy. Na Ziemię powrócili 26 listopada tym samym statkiem Sojuz.
- Dekretem Prezydenta Federacji Rosyjskiej Dmitrija Miedwiediewa, № 437 z 12 kwietnia 2011, Shannon Walker została odznaczona Medalem „Za zasługi w podboju kosmosu”[3].
- 20–26 października 2011 dowodziła piętnastą misją w podwodnym habitacie Wodnik (Aquarius) należącym do National Oceanic and Atmospheric Administration, w ramach programu NEEMO(inne języki) (NASA Extreme Environment Mission Operations).

Stowarzyszenie Uczestników Lotów Kosmicznych (Association of Space Explorers) przyznało jej Universal Astronaut Insignia za lot orbitalny (nr 515).

## Wykaz lotów
| Loty kosmiczne, w których uczestniczyła Shannon B. Walker   | Loty kosmiczne, w których uczestniczyła Shannon B. Walker | Loty kosmiczne, w których uczestniczyła Shannon B. Walker | Loty kosmiczne, w których uczestniczyła Shannon B. Walker | Loty kosmiczne, w których uczestniczyła Shannon B. Walker | Loty kosmiczne, w których uczestniczyła Shannon B. Walker                                                                                          | Loty kosmiczne, w których uczestniczyła Shannon B. Walker |
| Lp.                                                         | Data startu                                               | Statek kosmiczny                                          | Data lądowania                                            | Statek kosmiczny                                          | Funkcja | Czas trwania                                              |
| ----------------------------------------------------------- | --------------------------------------------------------- | --------------------------------------------------------- | --------------------------------------------------------- | --------------------------------------------------------- | --- | --------------------------------------------------------- |
| 1                                                           | 15 czerwca 2010                                           | Sojuz TMA-19                                              | 26 listopada 2010                                         | Sojuz TMA-19                                              | inżynier pokładowy Sojuza oraz Międzynarodowej Stacji Kosmicznej                                                                                   | 163 dni 7 godzin 11 minut                                 |
| 2                                                           | 16 listopada 2020                                         | SpaceX Crew-1                                             |                                                           |                                                           | inżynier pokładowy statku Dragon oraz Międzynarodowej Stacji Kosmicznej (Ekspedycja 64), dowódca Międzynarodowej Stacji Kosmicznej (Ekspedycja 65) |                                                           |
| Łączny czas spędzony w kosmosie - 163 dni 7 godzin 11 minut |                                                           |                                                           |                                                           |                                                           | |                                                           |